# ジミー・オブライエン
ジミー・オブライエン（Jimmy O'Brien、1996年11月27日 - ）は、ユナイテッド・ラグビー・チャンピオンシップ、レンスターに所属するラグビー選手。

## プロフィール
- アイルランド・イーズタウン出身[1]。
- ポジションはウィング(WTB)、フルバック(FB)。
- 身長 183cm、体重 90kg
- U20アイルランド代表に選ばれたことがある[2]。
- 7人制アイルランド代表に選ばれたことがある。
- アイルランド代表キャップは8（2024年2月現在）でラグビーワールドカップ2023のアイルランド代表に選ばれた[3]。

## 略歴
2018年、レンスターに加入。 